# 庞塞
庞塞（法語：Pancé，法語發音：[pɑ̃se]）是法国伊勒-维莱讷省的一个市镇，位于该省南部，属于勒东区。

## 地理
庞塞（47°52'53"N, 1°39'30"W）面积19.33 平方千米，位于法国布列塔尼大區伊勒-维莱讷省，该省份为法国西北部沿海省份，位于布列塔尼半岛东部，北濒大西洋，西接阿摩尔滨海省和莫尔比昂省，南至大西洋卢瓦尔省，西南端接曼恩-卢瓦尔省，东临马耶讷省，东北与芒什省接壤。
与庞塞接壤的市镇（或旧市镇、城区）包括：布列塔尼地区班、布列塔尼地区拉博斯、克勒万、小富日赖、普莱沙泰勒、波利涅、布列塔尼地区勒塞勒。

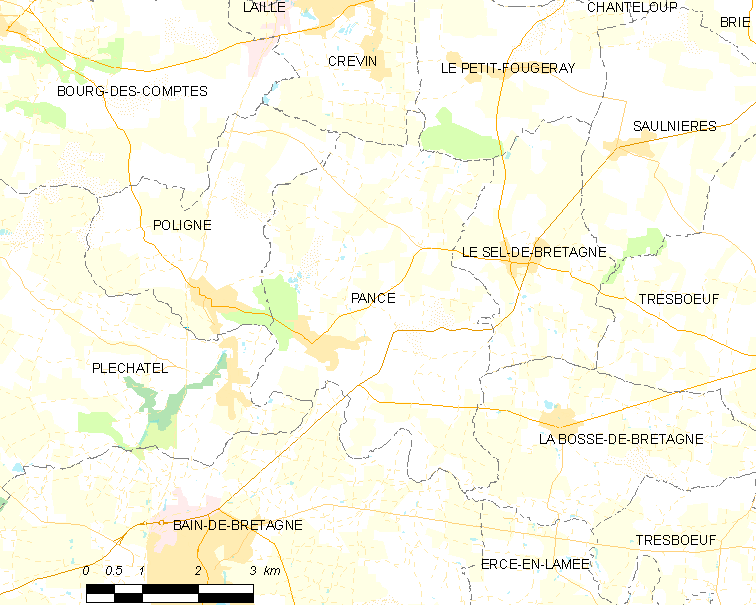
庞塞的OSM定位图

庞塞的时区为UTC+01:00、UTC+02:00（夏令时）。

## 行政
庞塞的邮政编码为35320，INSEE市镇编码为35212。

## 政治
庞塞所属的省级选区为布列塔尼地区班县。

## 人口

1962-2008年间庞塞人口变化图示

庞塞于2022年1月1日时的人口数量为1171人。